# Guerre de succession de Qi

La guerre de succession de Qi est une guerre civile qui a lieu dans l'État de Qi de 643 à 642 avant notre ère, lorsque les fils du duc Huan de Qi entrent en conflit pour le trône. Leur lutte fait sombrer l'État de Qi dans le chaos et conduit à l'intervention de plusieurs puissances extérieures. Le conflit ne prend fin que lorsque le prince Zhao, connu plus tard sous le nom de Duc XIao, l'héritier désigné par le duc Huan, remporte la victoire. Néanmoins, quatre des frères du prince Zhao restent en liberté et continuent de conspirer pour s'emparer du trône, conduisant à une crise de succession qui déchire Qi pendant des décennies. Finalement, cette guerre de succession et ses conséquences affaiblissent considérablement Qi, qui perd définitivement son statut d'État prédominant de la Chine. 

## Contexte
L'État de Qi est le plus puissant des États chinois durant la période des Zhou de l'Ouest (1046–771 av. J.-C.), et lorsque l'autorité de la dynastie Zhou s'effondre au début de la période des Printemps et Automnes, il devient la puissance dominante dans l'est de la Chine. Ceci met Qi dans une position idéale pour étendre son influence lorsque la puissance de l'État de Zheng, qui a eu une position prédominante en Chine pendant peu de temps, diminue. Néanmoins, la montée en puissance de Qi n'est pas uniquement liée à cette situation favorable, mais aussi aux efforts de deux individus hautement qualifiés: le Duc Huan de Qi et son chancelier et conseiller Guan Zhong. Sous leur direction, Qi a connu de nombreuses réformes et est devenu primus inter pares parmi les États chinois, le duc Huan réussissant même à devenir Hégémon de la Chine. Cependant, vers la fin du long règne de Huan (685–643 av. J.-C.), la puissance de Qi commence à s’effriter. En effet, une alliance militaire dirigée par Qi s'est révélée incapable d'arrêter la croissance de l'État expansionniste de Chu, et subit même une défaite cinglante lors de la bataille de Loulin    . L'emprise du Duc Huan sur les autres États décline après cette défaite, une évolution accélérée par la mort de Guan Zhong en 645 av. J.-C. Dans les dernières années de sa vie, le Duc, âgé et malade, se révèle également incapable de garder sous son contrôle les diverses factions politiques de son propre royaume . 
Ces factions sont dirigées par six de ses fils : Zhao, Wukui, Pan, Shangren, Yuan et Yong. Ils sont tous des enfants né de différentes concubines et non des trois épouses principales du duc Huan, qui ne lui ont donné aucun fils. Aucun d'entre eux ne pouvant mettre en avant sa filiation pour se mettre en avant par rapport aux 5 autres, chacun des six se considère comme étant l'héritier du trône. L'héritier officiellement désigné par le Duc est le prince Zhao, et pour être sûr que la succession se passe bien, le Duc Huan et Guan Zhong ont même chargé le duc Xiang, le dirigeant du Song voisin, de la gérer .  Cependant, après la mort de Guan Zhong et à la suite de la dégradation de l'état de santé du vieux duc de Qi, Wukui, Pan, Shangren, Yuan et Yong expriment de plus en plus leur rejet du choix de Zhao en tant qu'héritier désigné. Malgré leurs demandes répétées de faire de l'un d'eux le prochain souverain, ils n'arrivent pas à influencer le duc Huan. Par contre, ce dernier n'arrive pas à empêcher ses fils de comploter les uns contre les autres. Finalement, les six frères rassemblent autour d'eux des fidèles prêts à les assister dans leur conquête du pouvoir et se préparent à l'inévitable confrontation  . 

## Guerre civile

### L’ascension de Wukui et le chaos
Le Duc Huan finit par mourir à la fin de l'an 643 av. J.-C. Selon le Guanzi et certains autres textes de la période des Royaumes combattants, il serait mort de faim, affamé volontairement par quatre fonctionnaires complices . D'autres sources notables de ces événements, comme le Zuo Zhuan  et le Shiji ne mentionnent pas un tel complot. Le duc étant mort, la situation au sein de la Cour s'aggrave. Les factions du prince héritier Zhao et de ses frères rivaux prennent toutes les armes pour s'affronter les unes contre les autres. Linzi, la capitale du Duché, sombre dans le chaos et la violence. Wukui, cependant, a deux puissants alliés à la cour : Diao, le chef des eunuques, et Wu (également appelé Yiya), le chef cuisinier. Le Guanzi affirme que ces deux-là font partie des quatre conjurés qui ont assassiné le duc Huan. Une faction dirigée par Diao et Wu réussit à prendre le contrôle du palais et a assassiner tous les officiels rivaux qu'ils arrivent à capturer. Les autres princes s'enfuient pour éviter l'exécution. Le 11 novembre 643 av. J.-C., Wukui est couronné et devient le nouveau duc de Qi. Ce n'est qu'à partir de ce moment que feu le duc Huan est finalement mis en bière. En effet, selon différents témoignages, son cadavre est resté sans surveillance dans sa chambre à coucher pendant une période comprise entre sept jours et trois mois en raison du chaos au sein de la Cour, et a déjà commencé à pourrir.
Mais malgré son couronnement, le règne et le pouvoir de Wukui sont loin d'être solides. Même si Pan, Shangren, Yuan et Yong sont tous toujours libres, c'est Zhao qui représente la plus grande menace, car il s'est enfui pour rejoindre le duc Xiang de Song et lui demander de l'aide. Le souverain de Song réunit rapidement une alliance dirigée contre Wukui, et composée des États de Song, Cao, Wei et Zou. Les armées de ces États, dirigées par le duc Xiang et le prince Zhao, envahissent Qi en mars 642 av. J.-C. De son côté, Wukui avait réussi à gagner le soutien de l'État de Lu, qui envoie un corps expéditionnaire afin de l'aider contre les envahisseurs. Mais malgré l'aide de Lu, Wukui est assassiné avant que le sort du conflit ne puisse être décidé sur le champ de bataille. En effet, effrayés en entendant parler de l'invasion menée par l'État de Song, les habitants de Qi se révoltent et mettent à mort l'usurpateur avant d'accueillir le prince Zhao comme nouveau duc .

### Bataille de Yan
Alors que la nouvelle de la mort de Wukui se répand, les alliés de Zhao pensent que son accession au trône est inévitable et retirent leurs armées de Qi. Réaction quelque peu prématurée, car la position du prince héritier n'est pas encore assurée. En effet, alors qu'il était sur le point d'être intronisé par les habitants de la capitale, Pan, Shangren, Yuan et Yong sont revenus avec leurs partisans et ont attaqué les siens. Ainsi, Zhao est de nouveau contraint de fuir Linzi alors que ses frères rivaux prennent le contrôle du gouvernement et forment une alliance contre lui. Le prince héritier s’enfuit et rejoint de nouveau le duc Xiang de Song, qui est toujours présent à Qi avec son armée, pour lui demander son aide. Pendant ce temps, l'armée unie des quatre frères quitte Linzi pour chasser les troupes de Song en dehors de Qi. Les deux armées se rencontrent sur le champ de bataille à Yan (ce qui correspond actuellement au district de Licheng, Jinan ), où l'armée Song remporte une victoire décisive. Les quatre frères s'enfuient de Qi, tandis que le duc Xiang de Song intronise Zhao à Linzi. À partir de cet instant, Zhao devient le duc Xiao de Qi. La guerre de succession apparemment terminée, les soldats Song  rentrent chez eux pour de bon . 
Cependant, Pan, Shangren, Yuan et Yong sont toujours actifs et continuent de conspirer contre le duc nouvellement couronné. Peu de temps après la bataille de Yan, les Beidi (en) envahissent et ravagent Qi, probablement pour aider les quatre frères. Cependant, cela ne suffit pas à affaiblir le Duc Xiao , et la situation politique du duché de Qi finit par se stabiliser. Peu de temps après l'attaque des Beidi, la situation est devenue suffisamment calme pour que le défunt duc Huan soit finalement enterré, avec une cérémonie appropriée a son rang, des mois après sa mort.  

## Conséquences
Après son ascension sur le trône, le Duc Xiao tente de restaurer l'ancienne prédominance de Qi sur la Chine des Zhou. Cela a conduit à une rupture dans sa relation avec le duc Xiang de Song, car lui aussi veut devenir hégémon. Bien que les deux anciens alliés soient même entrés en guerre pour s'emparer de l'hégémonie, les deux ont échoué dans leurs tentatives et c'est le duc Wen de Jin qui devient le nouvel hégémon . La lignée du Duc Xiao est brève, car son fils et héritier est assassiné. La crise de succession reprend donc et se poursuit jusqu'à ce que le prince Yuan monte sur le trône en 608 av. J.-C. Ses descendants vont régner sur Qi jusqu'en 386 av. J.-C., lorsqu'ils sont renversés par le clan Tian.